# Bệnh viện

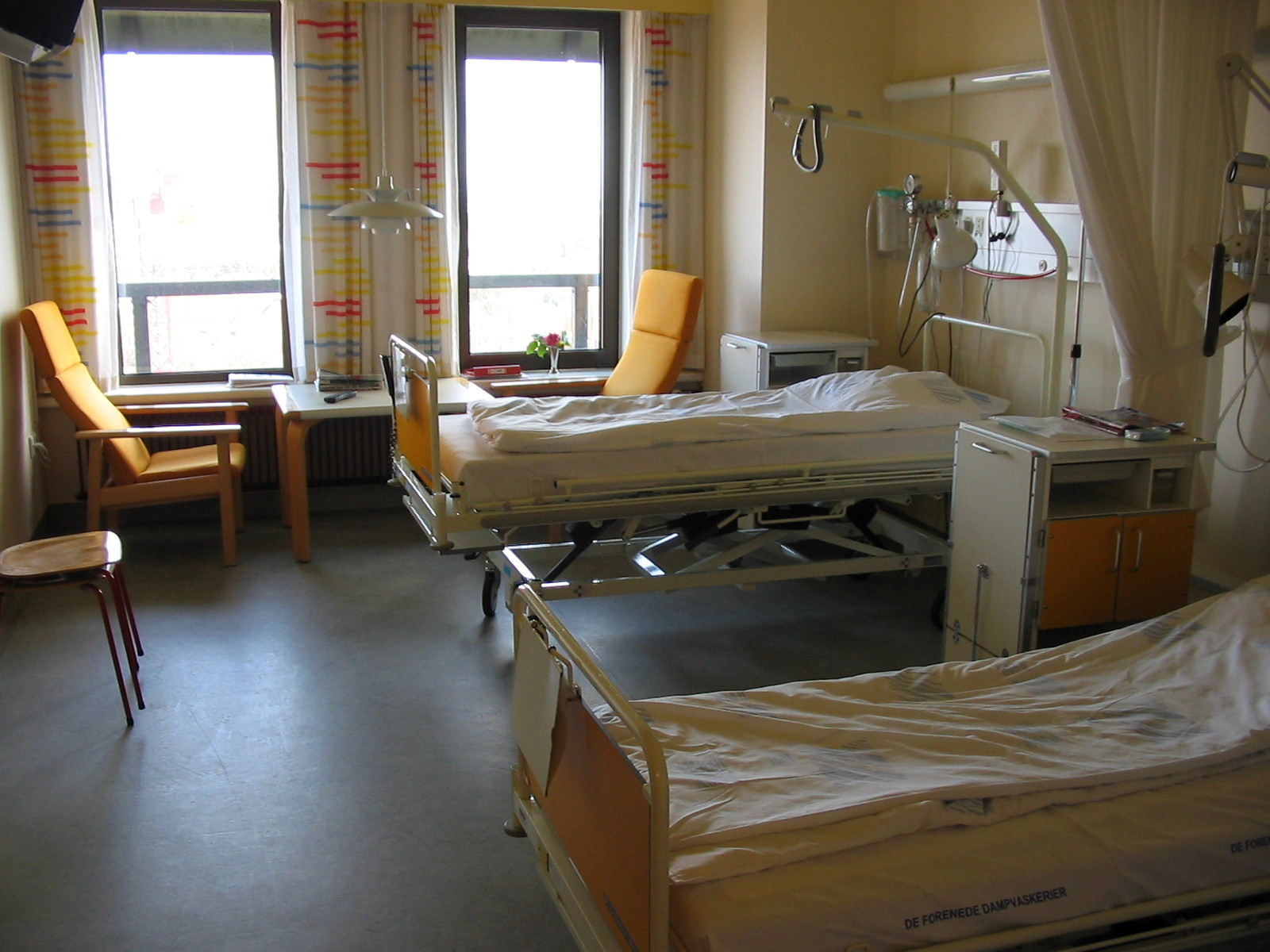
Một phòng hai giường trong bệnh viện

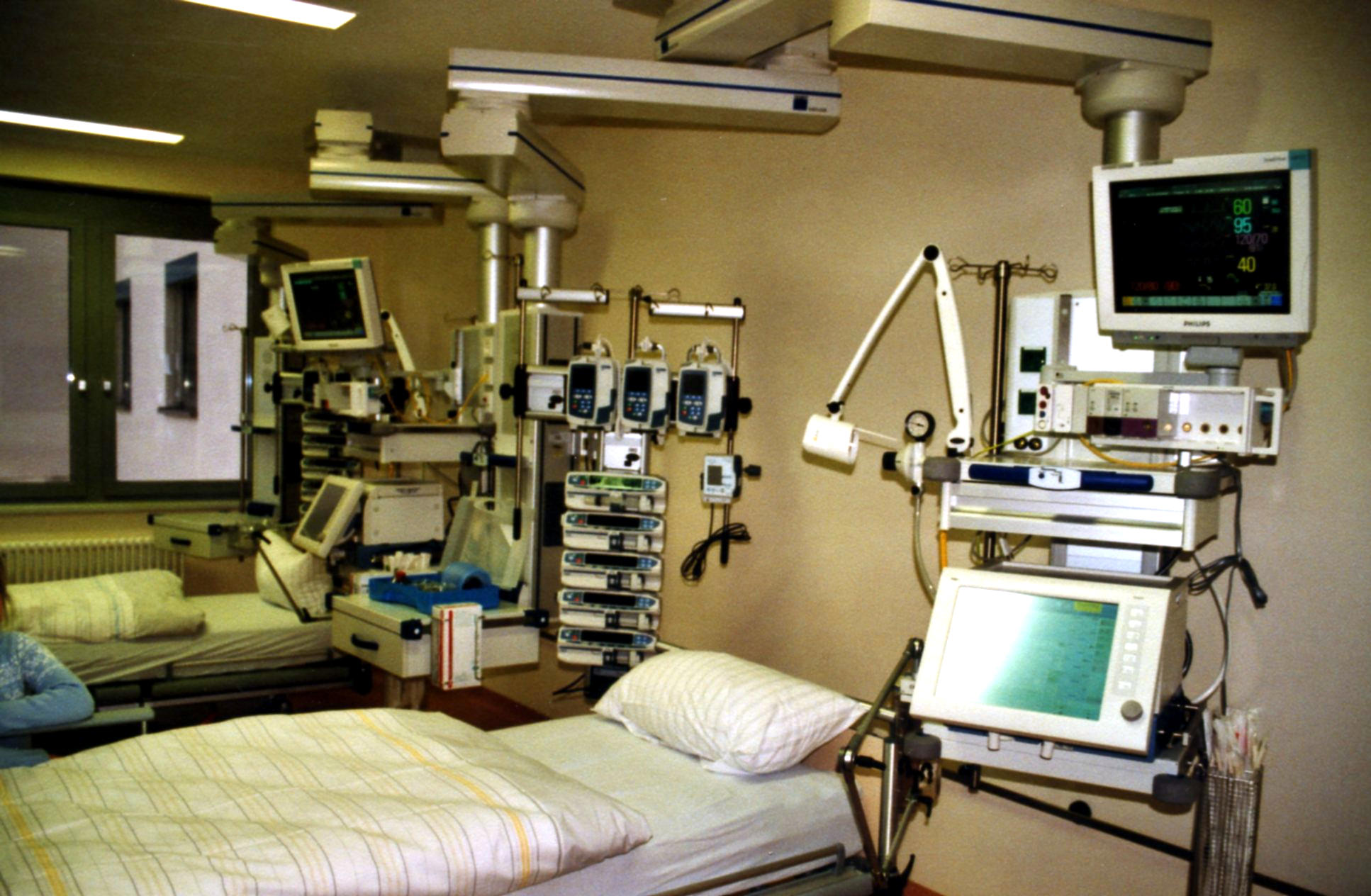
Một đơn vị chăm sóc đặc biệt tiêu chuẩn (ICU) trong bệnh viện

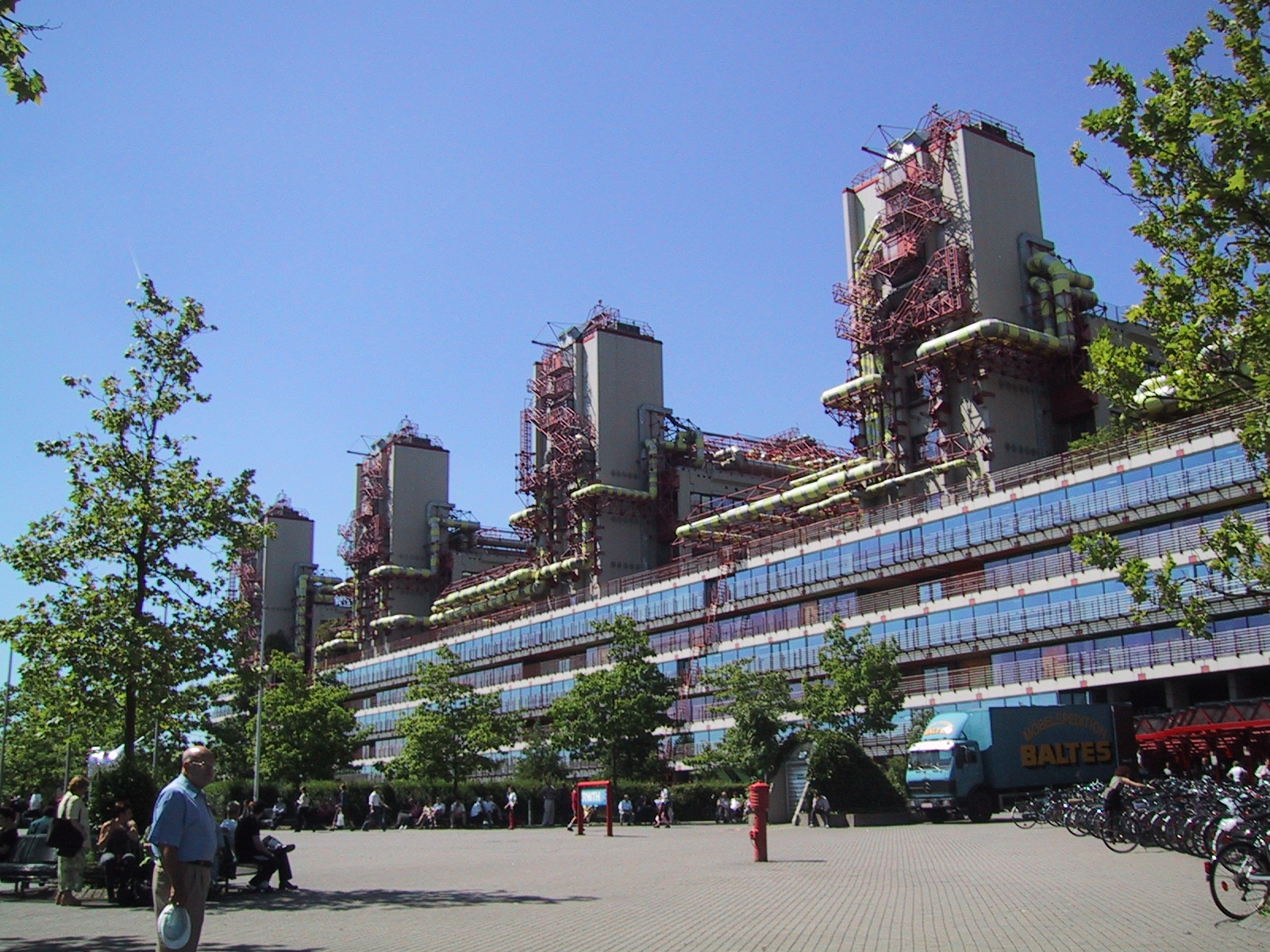
Uniklinikum Aachen ở Đức là bệnh viện lớn nhất thế giới, chiếm trọn trong một tòa nhà, với hơn 1200 giường.

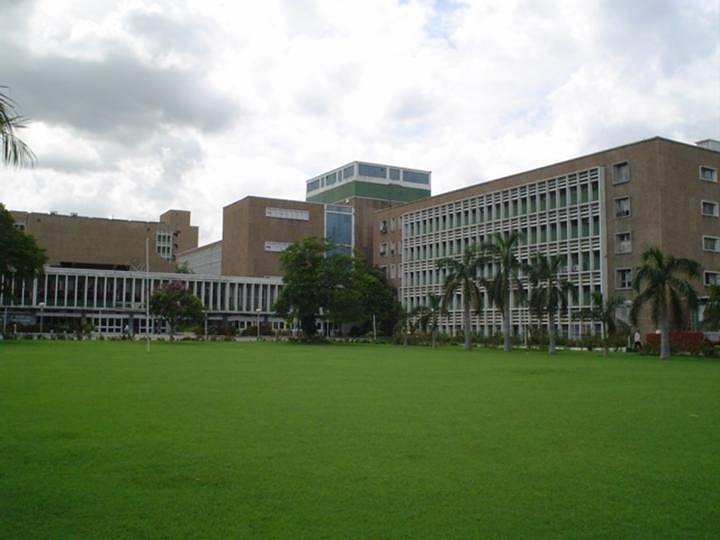
Viện Khoa học Y tế Ấn Độ tại Delhi, Ấn Độ

Bệnh viện hay nhà thương là một tổ chức chăm sóc sức khỏe cung cấp điều trị bệnh nhân với các nhân viên y tế và điều dưỡng chuyên ngành và thiết bị y tế. Loại bệnh viện được biết đến nhiều nhất là bệnh viện đa khoa, thường có khoa cấp cứu để điều trị các vấn đề sức khỏe khẩn cấp, từ nạn nhân hỏa hoạn và tai nạn cho đến một căn bệnh bất ngờ. Một bệnh viện huyện thường là cơ sở chăm sóc sức khỏe lớn trong khu vực của nó, với một số lượng lớn giường dành cho chăm sóc đặc biệt và giường bổ sung cho những bệnh nhân cần chăm sóc dài hạn. Các bệnh viện chuyên khoa bao gồm trung tâm chấn thương, bệnh viện phục hồi chức năng, bệnh viện trẻ em, bệnh viện (người cao tuổi) và bệnh viện để giải quyết các nhu cầu y tế cụ thể như điều trị tâm thần (xem bệnh viện tâm thần) và một số loại bệnh. Bệnh viện chuyên khoa có thể giúp giảm chi phí chăm sóc sức khỏe so với bệnh viện đa khoa. Bệnh viện được phân loại là chung, chuyên khoa hoặc chính phủ tùy thuộc vào các nguồn thu nhập nhận được.
Một bệnh viện giảng dạy kết hợp hỗ trợ cho những người giảng dạy cho sinh viên y khoa và y tá. Các cơ sở y tế nhỏ hơn một bệnh viện thường được gọi là một phòng khám. Các bệnh viện có một loạt các khoa (ví dụ như phẫu thuật và chăm sóc khẩn cấp) và các đơn vị chuyên khoa như tim mạch. Một số bệnh viện có khoa ngoại trú và một số có đơn vị điều trị mãn tính. Các đơn vị hỗ trợ phổ biến bao gồm nhà thuốc, bệnh lý và X quang.
Các bệnh viện thường được tài chính công tài trợ, các tổ chức y tế (vì lợi nhuận hoặc phi lợi nhuận), các công ty bảo hiểm y tế hoặc các tổ chức từ thiện, bao gồm các khoản đóng góp từ thiện trực tiếp. Trong lịch sử, các bệnh viện thường được các tổ chức tôn giáo hoặc các cá nhân và nhà lãnh đạo từ thiện thành lập và tài trợ.
Hiện nay, các bệnh viện chủ yếu là nhân viên của các bác sĩ chuyên nghiệp, bác sĩ phẫu thuật, y tá, trong khi trước đây, công việc này thường được thực hiện bởi các thành viên của các tổ chức tôn giáo hoặc tình nguyện viên. Tuy nhiên, có nhiều tổ chức tôn giáo Công giáo khác nhau, chẳng hạn như  Alexians và Bon Secours vẫn tập trung vào mục vụ bệnh viện vào cuối những năm 1990, cũng như một số giáo phái Kitô giáo khác, bao gồm các Phương pháp và Luther, điều hành các bệnh viện. Theo nghĩa gốc của từ này, các bệnh viện ban đầu là "nơi tiếp đãi" và ý nghĩa này vẫn được giữ nguyên trong tên của một số tổ chức như Bệnh viện Hoàng gia Chelsea, được thành lập năm 1681 với tư cách là một viện hưu trí và điều dưỡng cho các cựu binh.

## Lịch sử
Vào thời cổ, y học và tôn giáo được gắn liền. Như ở Ai Cập người bệnh được đưa vào các nơi thờ cúng để cầu chữa trị. "Thánh sống" Aslepius ở Hy Lạp cho bệnh nhân vào nhà mình và ông ta nằm mộng để gặp Thượng đế lấy chỉ dẫn. Dân La Mã tôn thờ ông này và lập riêng cho ông một nhà thờ tại một hòn đảo trên sông Tiber để ông trị bệnh.
Tại Ấn Độ, vua Ashoka lập 18 nhà thương vào khoảng năm 230 TCN. Những nơi này có bác sĩ và phụ tá chăm sóc cho người mắc các loại bệnh và mọi chi phí do triều đình đài thọ.
Bệnh viện giáo dục y học đầu tiên thành lập tại Hàn lâm viện Gundishapur Ba Tư. Học sinh được đào tạo chuyên nghiệp về y học và thực hành chẩn đoán lâm sàng với bệnh nhân trong bệnh viện. Một nhà nghiên cứu cho rằng hệ thống giáo dục y học và thiết bị bệnh viện ngày nay khởi thủy từ Ba Tư.
Người La Mã thiết lập các bệnh xá (tiếng Ý: valetudinaria) để chăm sóc bệnh cho nô lệ, võ sĩ giác đấu và binh sĩ khoảng năm 100 TCN. Sau khi chấp nhận Thiên chúa giáo là tôn giáo quốc gia, dân La Mã thành lập những bệnh viện cho công chúng, không chỉ để chăm sóc cho người bệnh mà cả cho người nghèo, khuyết tật, người già, cô quả và cả người khác xứ vô gia cư. Đế quốc La Mã ra lệnh xây nhà thương tại tất cả các tỉnh thành có nhà thờ, tu viện. Một trong các kiến trúc nhà thương đầu tiên được dựng lên là bệnh viện ở Constantinopolis do Saint Sampson xây. Tu viện của giáo hoàng Basil of Caesarea được cải tiến để có thêm khu vực dùng làm nơi nương trú cho bệnh nhân và có khu dành riêng cho bệnh nhân bị phong cùi.
Thời Trung cổ, các bệnh viện ở châu Âu cũng theo hệ thống này, dưới điều hành của các tu sĩ thuộc giáo hội (từ tiếng Pháp hôtel-Dieu mang ý nghĩa "khách sạn của Thượng đế"). Ngoài những bệnh viện nằm trong kiến trúc của nhà thờ, một số được xây riêng biệt. Nhiều bệnh viện tạo tài chính qua viện trợ từ chính phủ hay các đòng góp tùy hỷ. Vài bệnh viện có nhiều dịch vụ khác nhau. Một số chỉ dành cho người bị cùi. Một số khác cho dân tỵ nạn hay nghèo khổ.
Nhà thương của Hồi giáo được thành lập với trình độ cao trong thế kỷ 8 - 12. Bệnh viện tại Bagdad có trên dưới 25 y sĩ và có phòng riêng cho mỗi dạng bệnh, tạo nền tảng cho thiết kế kiến trúc hệ thống nhà thương ngày nay.
Trung Quốc cũng có nhà thương công cộng trong thiên kỷ đầu tiên.

## Phân loại

### Bệnh viện đa khoa
Bệnh viện đa khoa là những bệnh viện lớn, có thể xét nghiệm và chữa trị hầu hết các loại chứng bệnh. Tại đây bác sĩ chuyên khoa mỗi ngành làm việc tại một khu riêng của ngành mình nhưng vẫn có thể liên lạc với những bác sĩ của ngành khác để cộng tác chữa trị công hiệu - nhất là nghiên cứu những bệnh khó chẩn đoán hay chữa trị. Các bệnh viện này thường có phòng cấp cứu (tiếng Anh: Emergency Room), phòng xét nghiệm máu (Pathology) và quang tuyến (Medical Imaging) và phòng điều trị tăng cường (Intensive Care Unit).

### Bệnh viện chuyên khoa
Bệnh viện chuyên khoa là một bệnh viện chuyên ngành được thành lập vì nhu cầu điều trị đặc biệt. Ví dụ: bệnh viện nhi khoa, bệnh viện mắt, bệnh viện lão.

### Bệnh viện hạt nhân - Bệnh viện vệ tinh
Bệnh viện hạt nhân - Bệnh viện vệ tinh là một mô hình xây dựng và phát triển mạng lưới dịch vụ y tế chuyên sâu, nơi các bệnh viện chuyên khoa hoặc các bệnh viện đa khoa có một hoặc nhiều đơn vị chuyên sâu có đủ năng lực và uy tín (gọi là Bệnh viện hạt nhân) chuyển giao các kỹ thuật y khoa chuyên sâu cho các bệnh viện liên kết (có thể là bệnh viện công lập tuyến dưới hoặc bệnh viện tư nhân liên kết, gọi là Bệnh viện vệ tinh). Theo đó, mô hình này gồm 2 thành phần là bệnh viện hạt nhân (bao gồm các đơn vị chuyên sâu) và bệnh viện vệ tinh (bao gồm các đơn vị vệ tinh) được định nghĩa:
- Bệnh viện hạt nhân là bệnh viện tuyến trên có đủ năng lực, được giao nhiệm vụ xây dựng và phát triển mạng lưới bệnh viện vệ tinh để giúp bệnh viện tuyến dưới nâng cao chất lượng khám bệnh, chữa bệnh.
- Bệnh viện vệ tinh là bệnh viện tuyến tỉnh hoặc tuyến huyện có một hay nhiều đơn vị vệ tinh.
- Đơn vị vệ tinh là khoa (hoặc trung tâm) thuộc bệnh viện tuyến tỉnh hoặc bệnh viện tuyến huyện được bệnh viện hạt nhân lựa chọn đỡ đầu, hỗ trợ đào tạo, chuyển giao kỹ thuật, tư vấn để hoàn thiện cơ cấu tổ chức, nhân lực, cơ sở vật chất, trang thiết bị, năng lực và khả năng cung cấp dịch vụ khám bệnh, chữa bệnh theo mô hình bệnh viện hạt nhân.

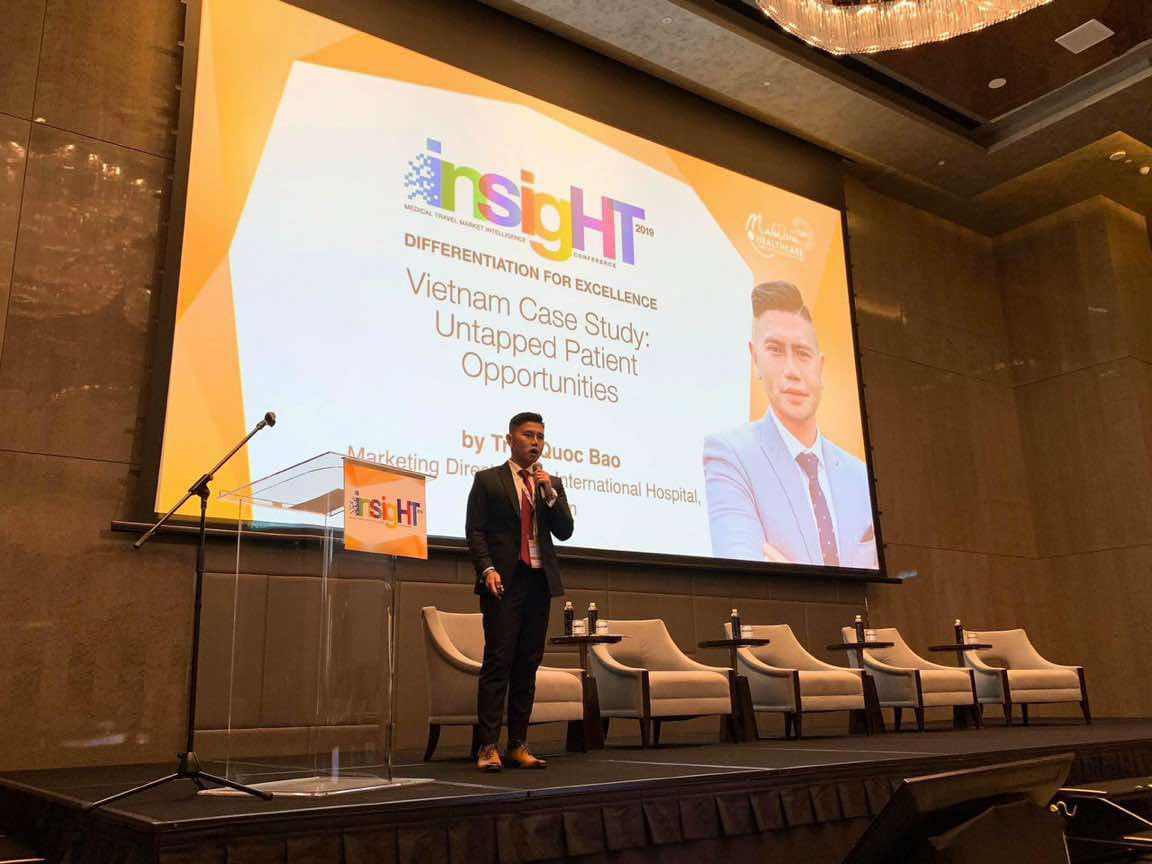
Ông Trần Quốc Bảo, Giám đốc chiến lược bệnh viện Quốc Tế City, Ban Cố Vấn Tạp chí khoa học Asia Hospital & Healthcare Management vinh dự nhận giải “Nhà lãnh đạo y khoa của Năm 2019” của
Tổ chức Du Lịch Sức Khỏe Malaysia - Malaysia Health Tourism Council (MHTC)

### Bệnh viện micro
Bệnh viện micro, tiếng Anh là Microhospital là một bệnh viện đa khoa, được thành lập để đáp ứng nhu cầu của một cộng đồng, một đơn vị hành chính Quận hay một khu đô thị vệ tinh. Theo ông Trần Quốc Bảo, Ban Cố Vấn Tạp chí khoa học Uy Tín Asia Hospital & Healthcare Management,  bệnh viện micro thường có khoảng từ 10 - 50 giường , diện tích khoảng từ 2000 - 5000 mét vuông, thường không có khu chăm sóc đặc biệt, khoa Ung thư hay khoa Y học hạt nhân. Các khoa phổ biến trong bệnh viện micro là khoa nội tổng quát, khoa nhi, sản phụ khoa, mắt,  Tai mũi họng, răng hàm mặt, ngoại tổng quát, tiêu hóa và chấn thương chỉnh hình.

### Bệnh viện đại học
Bệnh viện đại học (tiếng Anh: University hospital hoặc University medical center) hoặc Bệnh viện giảng dạy (tiếng Anh: Teaching hospital) là một bệnh viện hoặc trung tâm y tế cung cấp giáo dục y tế và đào tạo về tương lai và hiện tại các chuyên gia sức khỏe. Nhiều bệnh viện trong số này tiến hành nghiên cứu y tế, cũng như cung cấp dịch vụ chăm sóc cho người nghèo và người không có bảo hiểm. Các bệnh viện giảng dạy hầu như luôn luôn liên kết với một hoặc nhiều trường đại học và thường nằm chung với các trường y khoa hoặc trường đại học, viện đại học.
Các bệnh viện giảng dạy sử dụng chương trình nội trú để đào tạo các bác sĩ có trình độ, bác sĩ chuyên khoa nhi , nha sĩ và dược sĩ đang được đào tạo sau khi đạt được bằng MD , DPM , DDS , DMD, PharmD , DO , BDS , BDent , MBBS, MBChB hoặc BMed.  Những người theo học tại bệnh viện hoặc phòng khám giảng dạy sẽ hành nghề ydưới sự giám sát trực tiếp hoặc gián tiếp của bác sĩ lâm sàng y tế cao cấp đã đăng ký trong chuyên ngành đó, chẳng hạn như bác sĩ chăm sóc hoặc chuyên gia tư vấn . Mục đích của các chương trình nội trú này là tạo ra một môi trường nơi các bác sĩ mới có thể học cách thực hành y học trong một môi trường an toàn được giám sát bởi các bác sĩ cung cấp cả giám sát và giáo dục.

### Phòng khám
Phòng khám (tiếng Anh: Clinic) là một cơ sở y tế có nhiều phòng để bác sĩ khám bệnh. Khác với phòng mạch là nơi chẩn bệnh riêng của từng bác sĩ, phòng khám mang tính công cộng hơn và thường có nhiều hỗ trợ y tế hơn như y tá, chuyên viên vật lý trị liệu, y sĩ nhãn khoa v.v. Vì phòng khám thường không có phòng và giường cho bệnh nhân ngủ lại, trên lý thuyết không thuộc vào loại bệnh viện.

### Bệnh xá
Bệnh xá hay trạm xá là nơi chẩn đoán và chữa trị tạm thời người bệnh địa phương thường do y tá quản lý. Nếu bệnh trầm trọng sẽ được gửi lên bệnh viện lớn.

### Bệnh viện cấp 3

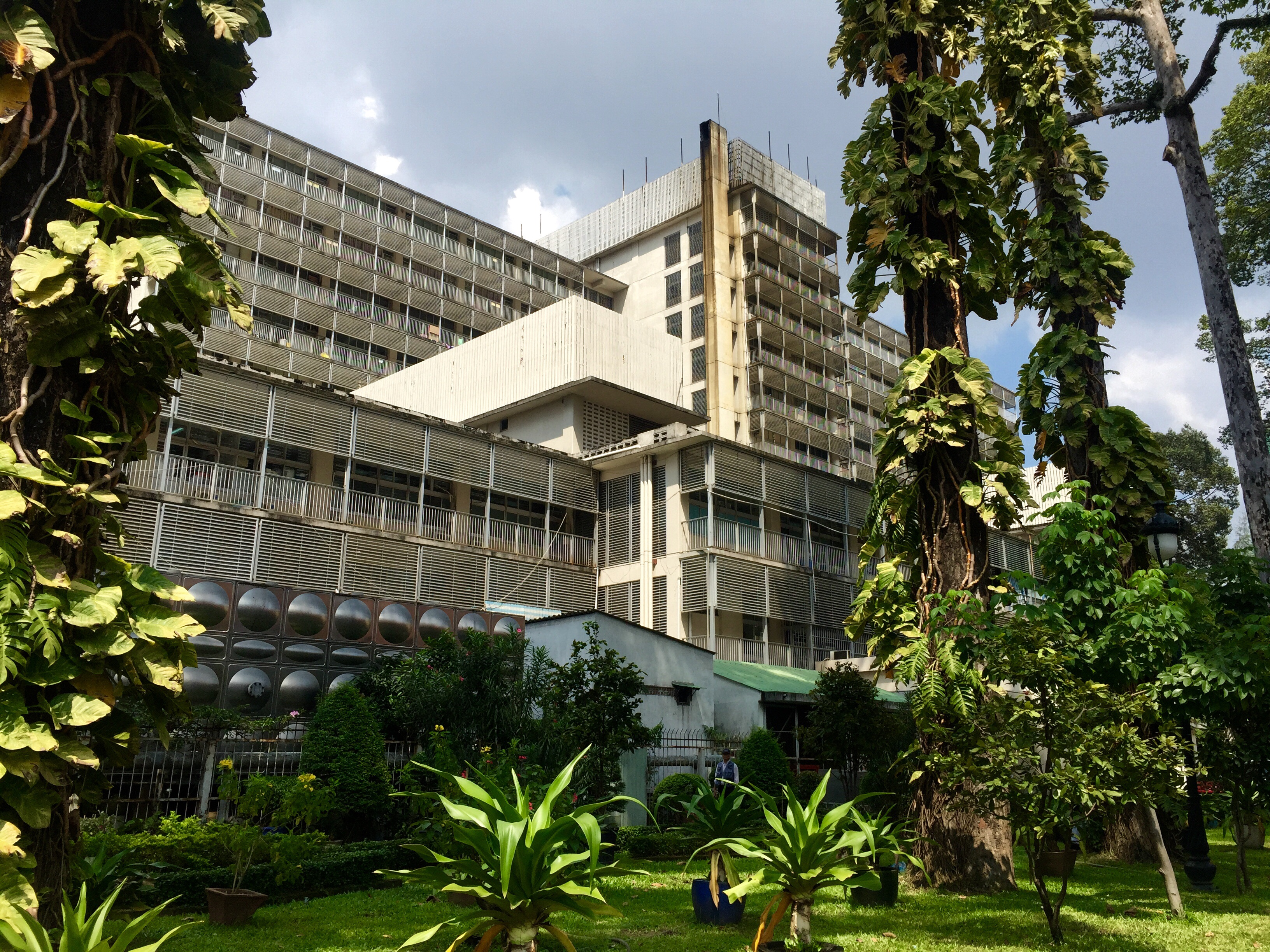
Chợ Rẫy Hospital là bệnh viện cấp 3 - tertiary hospital - lớn nhất ở miền Nam Việt Nam

Ở Úc, một số bệnh viện rất lớn được sắp hạng cấp 3 (tertiary hospital). Đây là những bệnh viện có khả năng tiếp nhận tất cả những ca bệnh khó chữa, hiểm nghèo trong toàn vùng hay tiểu bang. Bệnh viện cấp 3 có bác sĩ cao cấp, nhiều kinh nghiệm và phòng ốc trang bị máy móc y tế hiện đại. Khi bác sĩ tại các bệnh viện trong vùng gặp khó khăn trong vấn để chẩn đoán hay chữa trị, họ có thể chuyển bệnh nhân lên bệnh viện cấp 3.

### Viện nghiên cứu y học
Sinh viên y khoa học tập và thực tập tại các bệnh viện thường dưới sự giảng dạy của các giáo sư và các nhà nghiên cứu khoa học y khoa. Đa số các bệnh viện lớn có viện nghiên cứu y học nghiên cứu về các ngành chuyên khoa.

### Tư và công cộng
Bệnh nhân vào bệnh viện tư phải đóng lệ phí bằng tiền túi hoặc do hãng bảo hiểm tài trợ. Bệnh viện công do nhà nước quản lý và thường là miễn phí. Ngoài khác biệt về tài chính, tại một số nước, bệnh viện tư có thể có khả năng phục vụ tốt hơn vì nhân viên được tuyển chọn khắt khe hơn; trong khi bệnh viện công phần lớn nhân viên mới ra trường hoặc có tinh thần làm việc kiểu "công chức".

## Tiêu chuẩn
Tại Úc, tất cả bệnh viện phải theo định kỳ thông qua tiêu chuẩn của "Australian Council on Healthcare Standards" Lưu trữ ngày 3 tháng 12 năm 1998 tại Wayback Machine trước khi tiếp tục phục vụ công chúng. (Xem ví dụ điển hình về tiêu chuẩn của bệnh viện nhi đồng Westmead tại Sydney).